# مطين
الإمام محمد بن عبد الله بن سليمان الحضرمي، أبو جعفر الكوفي، المُلقب: بمطين (202 هـ - 297 هـ) إمام من أئمة الحديث وهو ثقة حافظ. يعد محدث الكوفة، صنف «المسند» و«التاريخ»، توفي في ربيع الآخر سنة سبع وتسعين ومائتين.

## روايته للحديث النبوي
- سمع من: رأى أبا نعيم الملائي، وسمع أحمد بن يونس، ويحيى بن بشر الحريري، وسعيد بن عمرو الأشعثي، ويحيى الحماني، وبني أبي شيبة، وعلي بن حكيم، وطبقتهم.
- حدث عنه أبو بكر النجاد، وابن عقدة، والطبراني، وأبو بكر الإسماعيلي، وعلي بن عبد الرحمن البكائي، وعلي بن حسان الجديلي، وأبو بكر بن أبي دارم.[3]
- الجرح والتعديل قال ابن أبي حاتم الرازي: «صدوق»، وقال الدارقطني: «ثقة جبل»، وقال الذهبي: «صنف المسند والتاريخ، وكان متقنا، وثقه الناس، وما أصغوا إلى ابن أبي شيبة، وكان محدث الكوفة»، وذُكر أن موسى بن هارون الحمال: «أنكر عليه أحاديث».[2]

## سبب تلقيبه بمطين
روي عن جعفرا الخلدي أنهُ قال: «قلت لمطين: لم لقبت بهذا؟ قال: كنت صبيا ألعب مع الصبيان، وكنت أطولهم، فنسبح ونخوض، فيطينون ظهري، فبصر بي يوما أبو نعيم، فقال لي: يا مطين، لم لا تحضر مجلس العلم؟ فلما طلبت الحديث مات أبو نعيم، وكتبت عن أكثر من خمس مائة شيخ».